# Hódmezővásárhely
Hódmezővásárhely (wymowa) – miasto w południowo-wschodniej części Węgier, na Wielkiej Nizinie Węgierskiej, w komitacie Csongrád, w powiecie Hódmezővásárhely. Drugie miasto w kraju pod względem powierzchni (487,98 km²).  

## Historia
W średniowieczu osadzono nad brzegiem jeziora Hód grupę zbuntowanych Kumanów. Początki miasta sięgają połowy XV w. Położenie przy szlaku handlowym sprzyjało rozwojowi handlu, w tym obrotu zwierzętami hodowlanymi, jak również drobnej wytwórczości. Pod koniec XIX w. nastąpił gwałtowny przyrost ludności, w granicach administracyjnych miasta już wtedy żyło ponad 50 tys. osób. W latach 1950–1961 Hódmezővásárhely było stolicą komitatu. Po II wojnie światowej, pozostając centrum obsługowym rolniczej okolicy, stało się także ważnym ośrodkiem przemysłowym, m.in. z fabrykami porcelany i majoliki. 
Z Hódmezővásárhely pochodzi Éva Risztov, węgierska pływaczka, mistrzyni olimpijska.

## Turystyka
W mieście znajduje się kąpielisko termalne i muzeum etnograficzne.

## Gospodarka
W mieście rozwinął się przemysł maszynowy, materiałów budowlanych, odzieżowy, skórzany, drzewny oraz spożywczy.

## Transport
Przez miasto przechodzą dwie linie kolejowe: 
- 130 Szolnok – Hódmezővásárhely – Makó
- 135 Szeged – Békéscsaba.

W mieście znajdują się dwie stacje kolejowe: Hódmezővásárhely i Hódmezővásárhelyi Népkert.

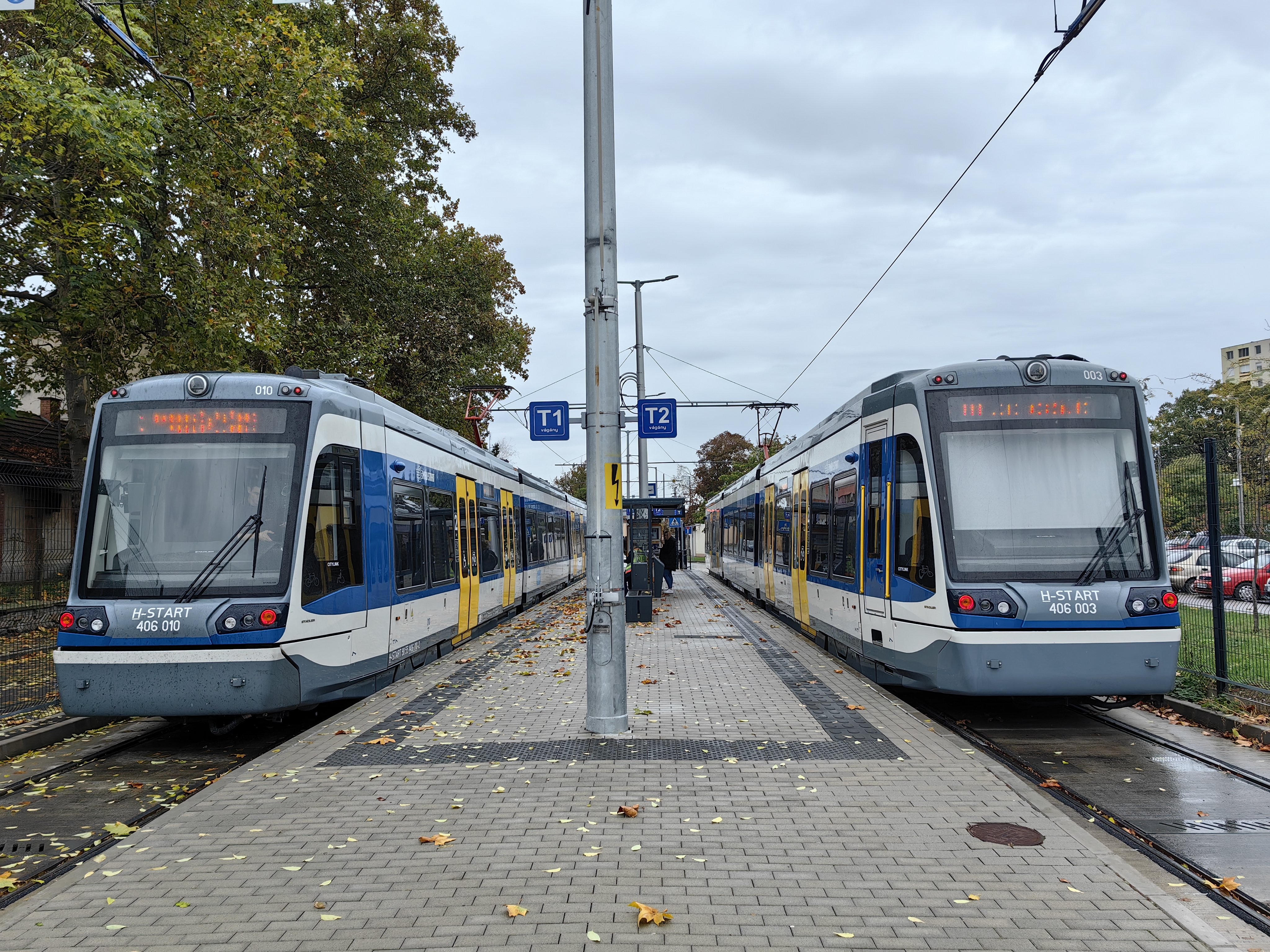
Tramwaje dwusystemowe na krańcu przy dworcu kolejowym Hódmezővásárhely

29 listopada 2021 roku uruchomiono tramwaj dwusystemowy łączący miasto z Segedynem.

## Miasta partnerskie
- Hatvan